# Atlanta Bread Company
O Atlanta Bread Company é uma cadeia americana privada de restaurantes de fast casual do tipo padaria-café com 10 estabelecimentos em três estados. A sua sede situa-se em Smyrna, Geórgia, um subúrbio a noroeste de Atlanta. A oferta inclui produtos de pastelaria, massas, saladas, sanduíches, sopas e bebidas especiais.
Para além da seção de padaria, o Atlanta Bread tem um menu regular para jantar ou levar, que inclui: pães achatados, paninis, saladas, sanduíches, acompanhamentos e sopas, bem como café, bebidas de café expresso, bebidas congeladas, smoothies de fruta, chocolate quente, bebidas geladas, lattes, limonada e chá. Apesar do nome e do tipo de pontos de venda semelhantes, o Atlanta Bread não tem qualquer relação com a cadeia americana de padarias-cafés Panera Bread.

## História
Originalmente iniciada em 1993 como uma pequena loja de sandes por Richard e Robert Auffenberg, os irmãos sul-africanos e banqueiros de investimento Jerry e Basil Couvaras começaram a investir no conceito nesse mesmo ano e expandiram-no para uma franquia em 1995.
A cadeia expandiu-se rapidamente e passou de 33 sucursais em 1997 para 170 sucursais em 26 estados, com cerca de 5.000 empregados em 2004. No mesmo ano, porém, Jerry Couvaras foi detido na África do Sul por suspeita de defraudar investidores em US$ 5,5 milhões. Como se veio a verificar, cerca de metade dos empréstimos intermediados entre 2001 e 2011 entraram em colapso e a confiança dos investidores diminuiu, fazendo com que a empresa se reduzisse a 18 sucursais em quatro estados em 2021.